# Csernus Sándor (történész)
Csernus Sándor (Algyő, 1950. március 21. –) magyar történész, középkorász, ny. egyetemi magántanár, a Szegedi Tudományegyetem (SZTE) (1999-ig József Attila Tudományegyetem; JATE) Bölcsészettudományi Kar (BTK) tanszékvezető tanára a Középkori Egyetemes Történeti Tanszékén és a kar volt dékánja (2008–2014). Két tudományos színtér, a magyar–francia kapcsolatok története és a középkori politikai struktúrák és politikai gondolkodás az a két fő kutatási tevékenysége, ahol újszerű és iskolateremtő eredményekkel gazdagította a hazai tudományosságot.

## Életpályája
A szegedi Radnóti Miklós Gimnáziumban érettségizett, majd a József Attila Tudományegyetemen végzett történelem-francia szakon. 1997-ben szerzett PhD fokozatot történettudományból. 2010-ben habilitált. 2020 óta a Magyar Tudományos Akadémia doktora.
Tudományos és szakmai tevékenységébe beletartozik, hogy több alkalommal tanított külföldön (Franciaországban, Lyon, Angers, Párizs), sok szakkönyvet írt, számtalan kiadvány szerkesztésében aktívan részt vállalt, és a történeti szakirodalmat jó néhány monográfiával gazdagította. Számos doktori iskola köszönheti áldozatos munkáját itthon és külföldön egyaránt, és megannyi alkalommal végzett opponensi, illetve bíráló bizottsági feladatokat az MTA-nál, valamint jelentős hírű egyetemeken.
2018-tól, nyugdíjba menetele után egyetemétől egyetemi magántanári címet kapott.

## Szervezeti tagságok
- Párizsi Magyar Intézet, igazgató (1999–2005)
- Alliance Française, elnök[2]
- Balassi Intézet nemzetközi igazgatója
- Történettudományi Bizottság
- Szegedi Területi Bizottság (szavazati jogú tag, elnökségi tag)
- II. Filozófiai és Történettudományi Szakbizottság (elnök, szavazati jogú tag)
- Nemzetközi Magyar Filológiai Társaság
- Nemzetközi Magyarságtudományi Társaság[3]

## Közéleti és tudományos tevékenységei
- UNESCO Bizottság tag,
- TEMPUS Kuratórium, elnök
- kulturális tanácsos (1998–2006)
- Szegedi Tudományegyetem Bölcsészettudományi Kar dékánja (2008–2014)
- Acta Universitatis Szegediensis, Acta Historica (szerkesztő)
- Cahiers d'Études Hongroises (szerkesztő)
- Cahiers d'Études Hongrises (szerkesztő)
- Aetas Történész folyóirat (szerkesztő; első sorozat)

## Díjai, elismerései
- Árvízvédelemért emlékérem és rektori dicséret, 1970
- Akadémiai Pálmák Rend – lovagi fokozat (Francia Köztársaság kormánya), 1988
- Szegedért Alapítvány Debreczeni Pál-díja, 2002
- A Magyar Köztársasági Érdemrend lovagkeresztje, 2006
- Francia Becsületrend lovagi fokozat, 2011[4]

## Művei

### Egyetemi doktori értekezés
- Csernus, Sándor. A zsigmondi magyar állam külpolitikája 1420-ig különös tekintettel Nyugat-Európára (magyar nyelven). Szeged: József Attila Tudományegyetem (1978). Hozzáférés ideje: 2018. június 24.

### Könyvei
- Clari, Robert. Konstantinápoly hódoltatása [archivált változat], A középkori francia történeti irodalom remekei I., Sorozatszerkesztõ: Csernus Sándor (magyar nyelven), Budapest: Balassi Kiadó; SZTE BTK Középkori Egyetemes Történeti Tanszék (2013). Hozzáférés ideje: 2017. augusztus 8. [archiválás ideje: 2017. augusztus 8.]
- Joinville, Jean de. Szent Lajos élete és bölcs mondásai, A középkori francia történeti irodalom remekei II., Sorozatszerkesztõ: Csernus Sándor (magyar nyelven), Budapest: Balassi Kiadó; SZTE BTK Középkori Egyetemes Történeti Tanszék (2015). Hozzáférés ideje: 2017. augusztus 8.

### Cikkei
- Csernus, Sándor. Lancelot király és Magyarország mint a Kereszténység védőbástyája, In: A magyar művelődés és a kereszténység II. (magyar nyelven), Budapest–Szeged: Nemzetközi Magyar Filológiai Társaság, Scriptum Rt., 580–596. o. (1998). Hozzáférés ideje: 2017. augusztus 8.